# سوق البازار (القدس)

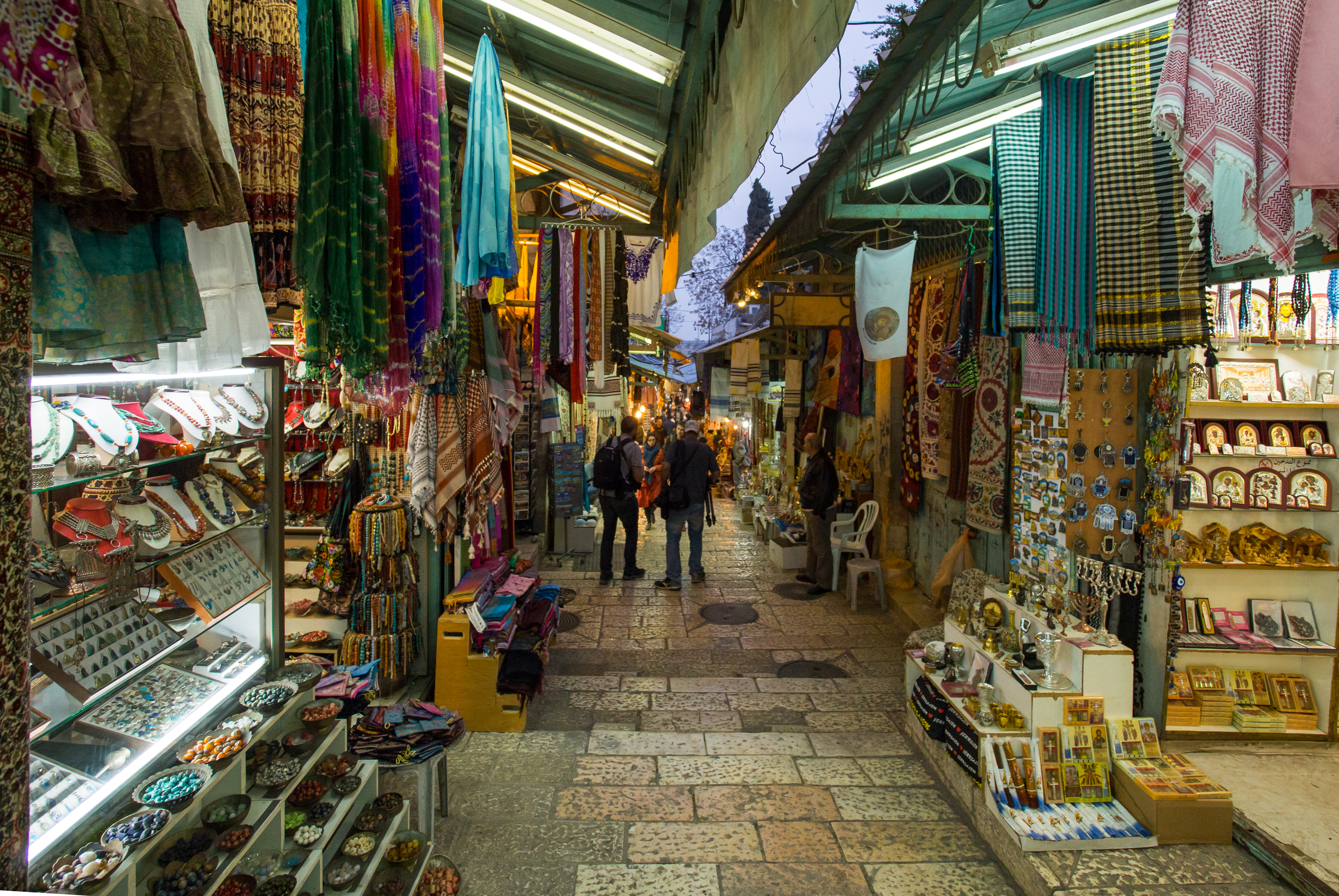

سوق البازار أحد أسواق الواقعة داخل أسوار البلدة القديمة لمدينة القدس. كان السوق من جملة أوقاف المدرسة الأفضلية و المدرسة الكريمية، ثم أصبحت مرافقه من جملة أوقاف عائلة الحسيني وجار الله، وهو الآن يختص ببيع السلع السياحية، و كان في الماضي سوقا للخضار، يأتي اليه القرويون من ضواحي القدس لبيع بضائعهم.